# Pittosporum undulatum
Pittosporum undulatum es una especie de árbol perteneciente a la familia Pittosporaceae.

## Descripción
Es un árbol que crece hasta los 15 m de alto. También se le conoce como Pittosporum dulce (Sweet Pittosporum),  Daphne Australiana (Native Daphne) o Pitosporo de bayas anaranjadas. De hojas oblongo-lanceoladas con márgenes ondulados, produce frutos globulares conspicuos de 1 cm de diámetro y de 2 valvas, varios meses después de florecer en la primavera o a principios de verano. 

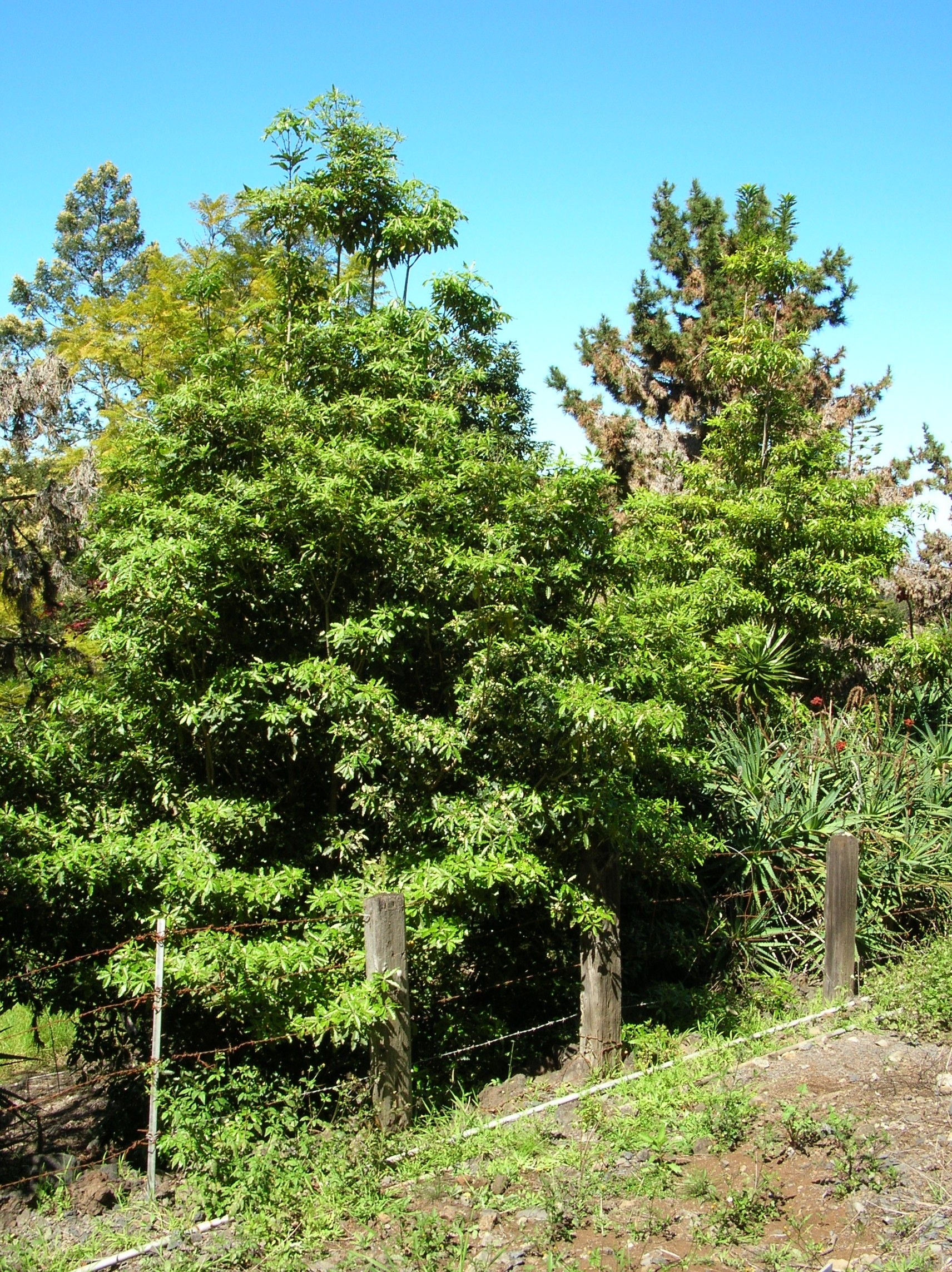
Vista general.

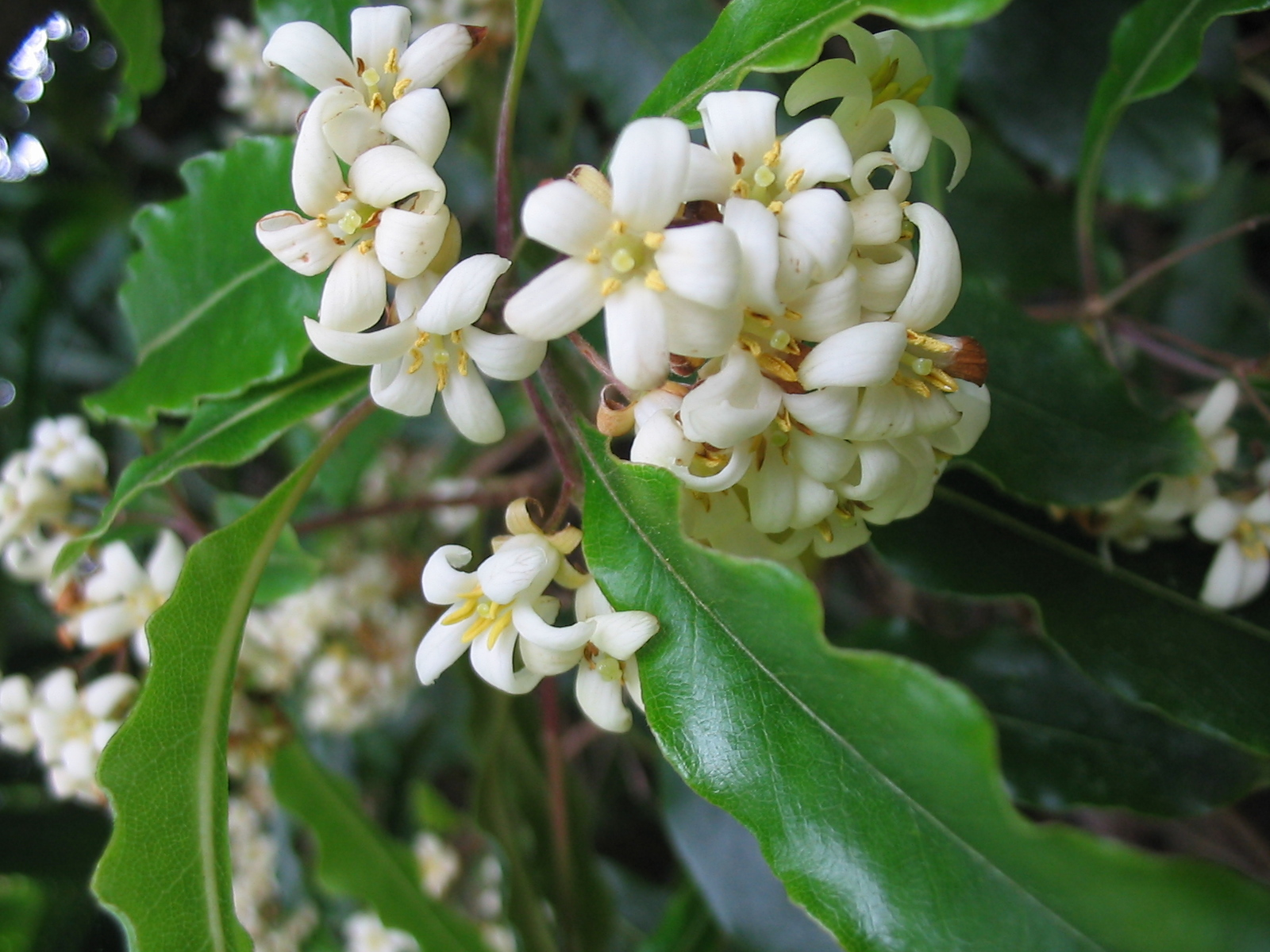
Flores.

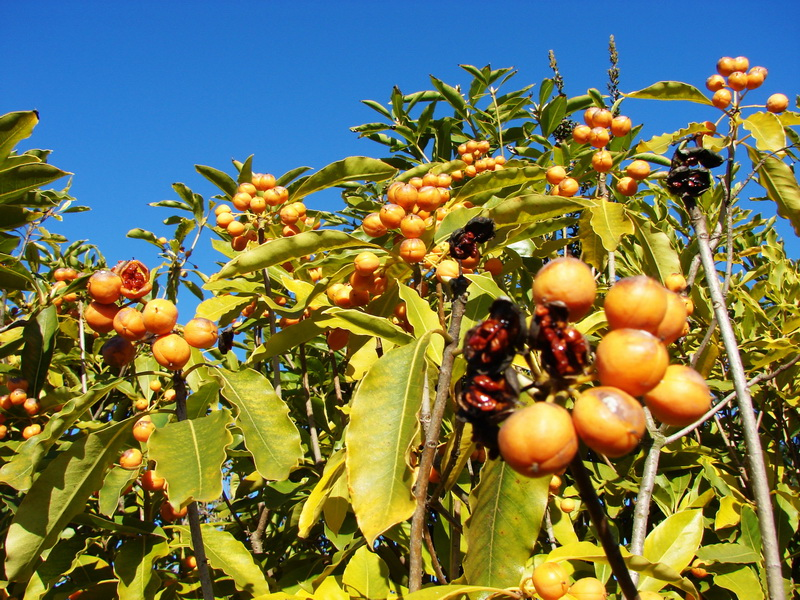
Frutos.

## Distribución y hábitat
Originalmente Pittosporum undulatum crecía en las áreas verdes de la costa este de Australia pero ha incrementado su área de manera radical desde la colonización europea. Es un árbol de crecimiento rápido, tanto que se ha convertido en planta  invasora en otras partes de Australia, así como en el Caribe, Hawái, sur de Brasil y en las islas Azores en Portugal. Aún alrededor de Sídney área del cual es nativo, P. undulatum se ha extendido a suelos y matorrales a los cuales no pertenecía, en competencia con otras plantas. 
Se ha desarrollado especialmente bien en áreas donde el medio ha sido alterado –por ejemplo por la fragmentación de hábitat amenazando otras especies nativas, por el uso de fertilizantes domésticos que incrementan los nutrientes del suelo y por la supresión de los incendios forestales cerca de las zonas urbanas-, diferencia de muchas especies autóctonas, P. undulatum se aprovecha de los altos niveles de nutrientes y sus semillas pueden germinar sin fuego.

## Taxonomía
Pittosporum undulatum fue descrita por  Étienne Pierre Ventenat y publicado en Description des Plantes Nouvelles . . . Jardin de J. M. Cels, pl. 76, 1802.
Etimología
Pittosporum: nombre genérico que deriva  del idioma griego πίττα (por πίσσα) 'resina' y σπόρος, 'semilla, simiente', o sea 'simientes pegajosas', pues las semillas están embebidas en una sustancia resinosa-viscosa blanquecina. 
undulatum: epíteto latino que significa "ondulado" 